# Erica arcuata
Erica arcuata är en ljungväxtart som beskrevs av Robert Harold Compton. Erica arcuata ingår i släktet klockljungssläktet, och familjen ljungväxter. Inga underarter finns listade i Catalogue of Life.